# Marc Ecko’s Getting Up: Contents Under Pressure
Marc Eckō’s Getting Up: Contents Under Pressure — компьютерная игра, выпущенная в феврале 2006 для PlayStation 2, Xbox и Windows. Игра была разработана The Collective, Inc. и выпущена Atari под лицензией Marc Eckō. Игра была выпущена в обычном и в лимитированном изданиях. Позднее игра была выпущена Devolver Digital в декабре 2013 года посредством цифровой дистрибуции через Steam.
В феврале 2005 года была анонсирована версия игры для мобильных телефонов, которая была выпущена компанией Glu Mobile 27 сентября 2005 года.
Игра рассказывает историю начинающего граффити-художника и паркурщика Колтрейна Кроули, также известного как Трейн (англ. Trane), который использует граффити и теги как средство выражения протеста против коррумпированного антиутопического города Нью-Радиус, в мире будущего, где свобода самовыражения подавляется тиранией городского правительства.
Игровой процесс построен в виде нелинейного Beat ’em up; история, тем не менее, развивается линейно, и выполнение второстепенных задач не обязательно.
Музыкальный саундтрек для игры был спродюсирован хип-хоп андерграунд-артистом RJD2.

## Сюжет
История начинается в трущобах Нью-Радиуса, где Трейн, против воли своей бабушки, убегает из дома, чтобы прославиться как граффити-художник. Его первоочередная задача — заработать известность в качестве художника в трущобах Нью-Радиуса. Ему удаётся узнать, что происходящее в Нью-Радиусе — результат попыток мэра, Сунга (англ. Sung), облагородить город, чтобы он выглядел процветающим. Сунг подавляет рабочий класс, лишая его бюджета, направляя деньги в более «процветающие» предприятия в городе и использует CCK, чтобы подавить трущобы и «неблагоприятную репутацию» с помощью насилия.
Вскоре Трейн сталкивается с командой «Вандалы Нью-Радиуса» (англ. Vandals of New Radius, VaNR), возглавляемой Гейбом (англ. Gabe), которая постоянно портит его работы. Понимая, что его команде, «Свободные» (англ. Still Free Crew, SFC), требуется получить известность, Трейн успешно рисует на новых, «устойчивых к вандализму», поездах, что позволяет Трейну показывать граффити по всему Нью-Радиусу, и побеждает Гейба в граффити-соревновании, что позволяет обеим командам заключить перемирие.
Тем не менее, вскоре Трейн оказывается захвачен Декоем (англ. Decoy), который рассказывает ему о прошлом его отца, о том, как всё связано с получением Сунгом власти, и о том, что анти-граффити-кампания — лишь прикрытие, чтобы не позволить людям вроде Декоя раскрыть правду. Сунг заплатил отцу Трейна за убийство кандидата-соперника, а плакаты с надписью «9/06», которые рисует Декой, указывают на дату, когда Сунг заказал убийство отца Трейна, чтобы скрыть своё участие.
Трейн начинает рисовать в Верхнем Нью-Радиусе, нетронутой части города, которую Сунг сохраняет как демонстрацию «бастиона прогресса». Во время этой кампании Гейб предаёт Трейна под угрозой смерти от рук Шанны (англ. Shanna), наёмной убийцы. Это приводит к атаке Нижнего Нью-Радиуса силами CCK и смерти Декоя от рук Шанны.
Желая отомстить, Трейн подготавливает кампанию, направленную против Сунга, печатая флаеры, которые изобличают роль Сунга в смерти другого кандидата. Трейн побеждает Шанну (хотя та не умирает — ей удалось спастись с помощью вертолёта, ожидавшего её). Кампания удаётся — Сунг раскрыт. И хотя Сунг побеждён, борьба Трейна за свободу не прекращается. Он продолжает рисовать на улицах Нью-Радиуса, чтобы жители не останавливались на достигнутом.

## Саундтрек
Ниже указаны некоторые композиции из саундтрека игры:
- Talib Kweli and Rakim — «Getting Up Anthem: Part 1»
- The Notorious B.I.G. — «Who Shot Ya?» (Serj Tankian Remix)
- PackFM — «Click, Clack, and Spray»
- Pharoahe Monch — «Book of Judges»
- Fort Minor — «There They Go»
- Mobb Deep — «Shook Ones Part 2» «Shook Ones Part 1» and «Survival of the Fittest»
- Big Mama Thornton — «I Smell a Rat»
- Jane's Addiction — «Mountain Song»
- Roots Manuva — «Too Cold», «Chin High» and «Chin High Megamix» (Remixed by Roots Manuva)
- Sixtoo — «Boxcutter Emporium Pt. 2»
- DJ Vadim — «Aural Prostitution»
- Liquid Liquid — «Cavern»
- Bohannon — «Save Their Souls»
- Glen Brown and King Tubby — «Version 78 Style»
- Eddie Kendricks — «My People Hold On»
- Grand Wizard Theodore — «Subway Theme»
- Bloc Party — «Helicopter»
- Polyrhythm Addicts — «Motion 2000»
- Del tha Funkee Homosapien — «Catch a Bad One»
- Eric B. & Rakim — «Follow the Leader»
- Nina Simone — «Sinner Man»
- Rhymefest — «Wanted»
- Thomas Rusiak — «Throne of Redemption»
- Kasabian — «Club Foot»
- DJ Nature — Dulces Theme (featuring Tek-One and Velcro)
- DJ Nature — Bomba’s Theme Remix (featuring Tek-One and Velcro)

### Маркетинг
До выхода игры и официального саундтрека Марк Эко, Талиб Квели и DJ Exclusive составили официальный микстейп для рекламы игры.

## Разработка
Getting Up — первый проект Марка Эко в качестве геймдизайнера. Марк является дизайнером одежды для молодёжи. На ежегодной конференции DICE Summit 2005 Марк раскритиковал разработчиков видеоигр и сказал, что они зациклились на супергероях, в одиночку истребляющих десятки врагов. Поэтому Марк захотел сотворить проект, который расскажет публике о нелегкой судьбе молодого поколения, попутно поведав о прелестях искусства граффити.
Марк Эко не раз описывал сложности разработки игры в интервью. Игра должна была выйти в срок к Чёрной Пятнице, но релиз был отложен с комментарием, что «Код ещё попросту не готов». Сам Марк с трудом мог донести свои мысли до команды разработчиков:
«У игрового сообщества есть тенденция — брать что-нибудь крутое и превращать это в мультяшное. Пришлось многому научиться.»
и отказался от классификации игры на рынке:
«Я считаю, граффити пытаются демонизировать, это недопонимание поколений. По-моему, видеоигры просто неправильно понимают.»
12 декабря 2013 Devolver Digital выпустили игру в магазине Steam.

## Критика
| Сводный рейтинг | Сводный рейтинг | Сводный рейтинг | Сводный рейтинг |
| Издание         | Оценка          | Оценка          | Оценка          |
| Издание         | PC              | PS2             | Xbox            |
| --------------- | --------------- | --------------- | --------------- |
| GameRankings    | 70,36 %         | 71,94 %         | 72,44 %         |
| Metacritic      | 69/100          | 69/100          | 71/100          |

Игра получила в основном положительные отзывы и была оценена в 69 баллов из 100 (на основании нескольких оценок) на Metacritic. Игра получила положительные отзывы, получив оценки в 87 % в GamesMaster и 8.7 из 10 на GameSpot. Критике подверглись в основном управление и камера, хотя многие были впечатлены потенциалом концепта, и выразили надежду на более качественный сиквел в будущем.
Edge оценил игру в 4/10 и написал: 
«Иронично, что игра не отполирована, при том, что она основывается на культуре репутации, мастерства и умения оставить след.»
PlayStation Magazine были разочарованы, что игра «слишком серьёзная» в сравнении с Jet Set Radio, тайтлом со схожей идеей.
Penny Arcade раскритиковали игру, назвав её «наказанием от Бога этому злому миру».

### Награды
- GameSpot’s Best Licensed Music Award 2006
- Spike TVs 2006 VGA’s Gamer’s Choice-Breakthrough Performance award (Розарио Доусон)
- Spike TVs 2005 VGA’s Best Wireless Game award.

## Запрет в Австралии
Австралийский канал ABC News сообщил, что Getting Up отказали в классификации после первоначального рейтинга «MA15+», из-за чего выпуск игры был запрещён. Federal Classification Review Board, ответственные за обзор игры и вынесение решения по классификации (при количестве голосов минимум 3 против 2), заявили, что игра поощряет и учит рисовать нелегальные граффити.
Марк Эко сказал, что он был очень разочарован этим решением. Другие игры, касающиеся темы граффити, как, например, Jet Set Radio, запрещены не были. К тому же за несколько месяцев до этого Need For Speed: Most Wanted, игра о нелегальных уличных гонках, получила возрастной рейтинг G.
Полный текст решения, включая анализ материала, можно просмотреть здесь: . 

## Сиквел
14 февраля 2013 года Ecko Unltd на официальной странице в Твиттере анонсировали сиквел и указали, что он находится в разработке. С тех пор больше никаких обновлений опубликовано не было, и, скорее всего, продолжение было отменено.
6 сентября 2022 года Марк Эко в своём официальном аккаунте в Инстаграме объявил через пост, что в разработке находится фильм по мотивам видеоигры, но он никогда не отказывался от мечты о продолжении Getting Up, отложенном из-за его рабочих обязательств.
Кроме того, он открыл веб-сайт, на котором можно заполнить анкету о будущем проекте, связанном с видеоигрой, где в вариантах ответов можно выбрать продолжение.

## Экранизация
6 сентября 2022 года Марк Эко объявил в Твиттере, что в производстве находится фильм по мотивам игры под названием Getting Up: Legends of New Radius.